# 1728
1728是1727和1729中間的自然數。1728是一大簍。

## 數學性質
它是12的立方，所以它在十二進制非常重要。在一立方呎裏有1728個立方吋。1728發生在J -不變的橢圓曲線的代數公式。因此，它有時也被稱為作為一個總值 Zagier定理的雙關語 Zagier。
- 合數，正因數有1、2、3、4、6、8、9、12、16、18、24、27、32、36、48、54、64、72、96、108、144、192、216、288、432、576、864和1728。
質因數分解為{\displaystyle 2^{6}\times 3^{3}}。
- 過剩數，真因數和為3352，盈度為1624。
  - 半完全數，和為本身的其中一組因數為1、 2、 3、 6、 8、 9、 12、 16、 18、 24、 27、 32、 48、 54、 64、 72、 96、 108、 192、 216、 288、 432。
- 第12個立方數，為12的立方。前一個為1331、下一個為2197。
- 十进制的哈沙德數。
- 十进制的等數位數。
- 1728 = 63 + 83 + 103
- 1728 = 242 + 242 + 242

17 = 2 + 3 + 5 + 7         (前四個質數的的總和)
28 = 2 + 3 + 5 + 7 + 11  (前五個質數的的總和)